# سامسونج جالكسي أي 71
سامسونج جالكسي أي 71 (بالإنجليزية: Samsung Galaxy A71)‏ هو هاتف ذكي من شركة سامسونج، تم الإعلان عن الهاتف في ديسمبر 2019 وإصداره رسميا في يناير 2020.

## مواصفات الهاتف
- خامات الهاتف من البلاستيك اللامع، بإطار من البلاستيك وظهر بلاستيكي، مع ثقب للكاميرا في المنتصف بأعلى الشاشة.
- شاشة بحجم 6.7 بوصة، من نوع سوبر أموليد، وبدقة 2400*1080 بيكسل.[1]
- يأتي الهاتف بمعالج من كوالكوم، من نوع Qualcomm SDM730 Snapdragon 730، بدقة تصنيع 8 نانومتر وهو معالج ثماني النواة.
- يأتي بمعالج رسوميات من نوع Adreno 618.
- كاميرا خلفية رباعية:
  - 64 ميجابيكسل (رئيسية)، وبفتحة عدسة f/1.8.
  - 12 ميجابيكسل (عدسة واسعة)، وبفتحة عدسة f/2.2.
  - 5 ميجابيكسل (عدسة الماكرو)، وبفتحة عدسة f/2.4.
  - 5 ميجابيكسل (عدسة العمق)، وبفتحة عدسة f/2.2.
- كاميرا أمامية بدقة 32 ميجابيكسل، بفتحة عدسة f/2.2.
- بطارية الهاتف بحجم 4500 مللي أمبير، غير قابلة للإزالة.
- يدعم الهاتف شريحتين، ومنفذ منفصل للذاكرة الخارجية (ميموري كارد) حتى 1 تيرابايت.
- ذاكرة عشوائية بحجم 6 أو 8 جيجابايت.
- ذاكرة داخلية بحجم 128 جيجابايت، من نوع UFS 2.1.
- يدعم الهاتف مستشعرات البصمة والبوصلة والتسارع والدوران والقرب.
- يدعم الهاتف شبكات الجيل الثاني والثالث و الرابع.
- يدعم الهاتف بصمة تحت الشاشة.
- يدعم الهاتف مدخل سماعات الأذن 3.5mm.
- يأتي الهاتف بنظام اندرويد 10، ويمكن تحديثه الي اندرويد 11 بواجهة تشغيل One UI 3.1.